# كأس المكسيك 1996–97
كأس المكسيك 1996–97 (بالإسبانية: Copa México 1996-97)‏ هو الموسم 40 من كأس المكسيك. كان عدد الأندية المشاركة فيه 33، وفاز فيه كروز آزول.